# Metrobus Islamabad-Rawalpindi

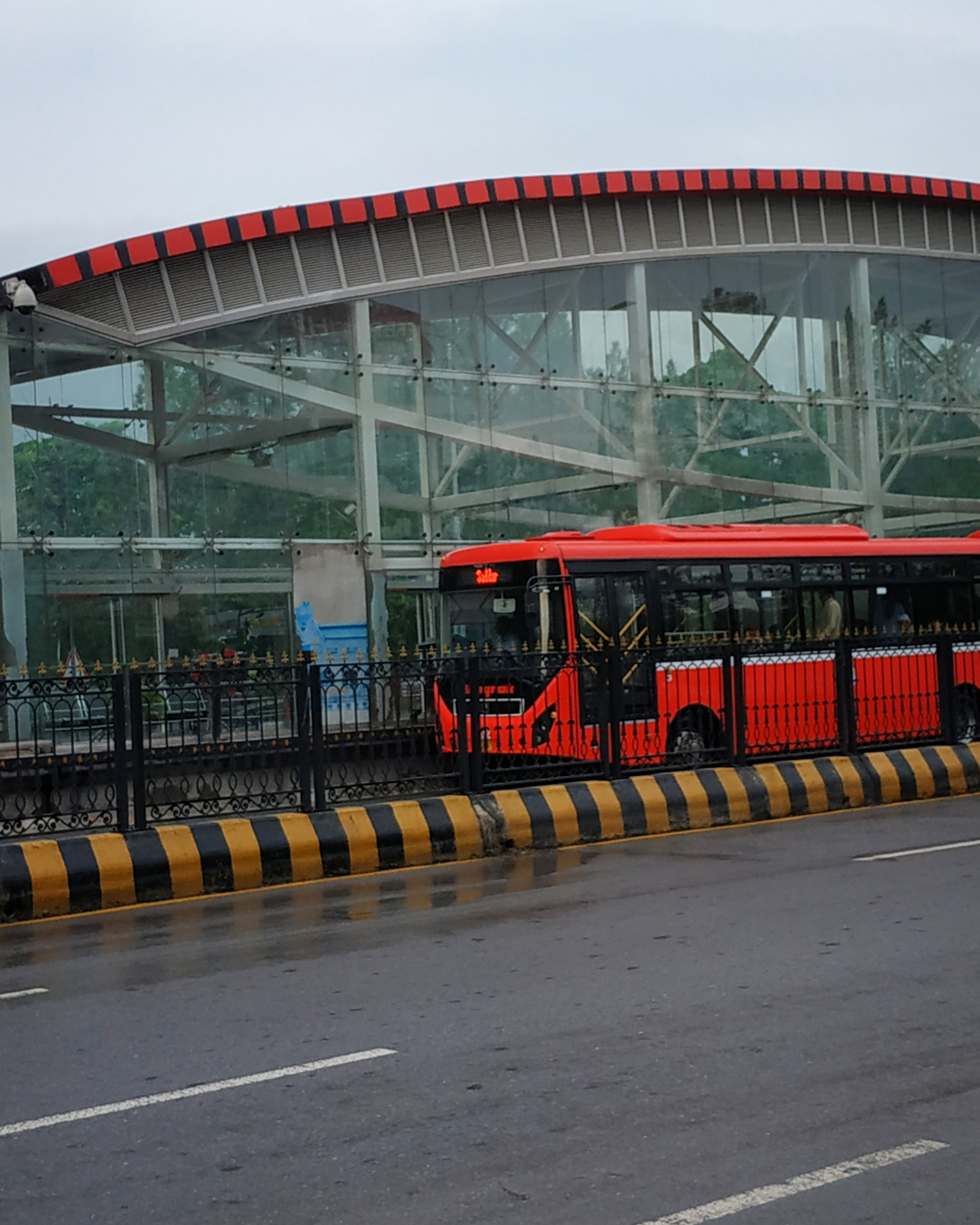
Ein Bus der roten Linie in einer Haltestelle

Der Metrobus Islamabad-Rawalpindi ist ein öffentliches Nahverkehrsmittel in den beiden pakistanischen Städten Islamabad und Rawalpindi in Form eines Bus-Rapid-Transit-Systems. Das Bussystem besteht aus vier Linien, die teilweise auf eigenen Busfahrstreifen und teilweise im regulären Verkehr fahren.
Die erste Linie des Bussystems war die „Red Line“, die am 4. Juni 2015 eröffnet wurde und sich über 22,5 Kilometer zwischen den Endhaltestellen Pak Secretariat in Islamabad und Saddar in Rawalpindi erstreckt. Die zweite Route, die „Orange Line“, erstreckt sich über 25,6 Kilometer zwischen dem Peshawar Morr Interchange-Autobahnkreuz und dem Islamabad International Airport und wurde am 18. April 2022 eingeweiht. Am 7. Juli 2022 wurden dem Metrobus-Netz die „Green Line“ und die „Blue Line“ hinzugefügt.
Das System nutzt E-Ticketing und ein intelligentes Transportsystem, wobei die „Red Line“ von der Punjab Masstransit Authority (PMTA) verwaltet wird. Die anderen Linien werden von der Capital Development Authority (CDA) verwaltet.

## Geschichte
Öffentliche Verkehrsmittel stellten in Islamabad und Rawalpindi keine praktikable Transportmöglichkeit für den Pendelverkehr dar. Lokale Transportrouten existierten zwar, jedoch waren viele Stadtteile nicht mit dem Zentrum der Metropolregion Rawalpindi–Islamabad verbunden. Um das zunehmende Verkehrsproblem zu entschärfen, wurden nach der Fertigstellung und dem sich abzeichnenden Erfolg des Lahore Metrobus Pläne für ein ähnliches Projekt im Bereich der Metropolregion Rawalpindi–Islamabad entwickelt.

### Phase I
Mit dem Bau des Bus-Rapid-Transit-Systems wurde am 28. Februar 2014 im Rahmen einer ersten Phase begonnen, welche im Juni 2015 abgeschlossen war. Auf der neuen „Red Line“ verkehrten 60 Busse. Die Rawalpindi Development Authority wurde damit beauftragt, das Projekt zu überwachen, dessen Kosten mit etwa 44,31 Milliarden Rupien (150 Millionen US-Dollar) veranschlagt waren. Die Finanzierung teilten sich die pakistanische Regierung und die Provinzregierung von Punjab.
Die Phase I des Projekts war zunächst in fünf Pakete unterteilt, wobei Paket 1 aus dem Bau von Brücken und Fußgängerunterführungen bestand. Die Umsetzung begann am 23. April 2014 und wurde am 27. März 2015 abgeschlossen. Nach Angaben des beauftragten Unternehmens beliefen sich die Gesamtkosten auf 33,5 Milliarden Rupien (120 Millionen US-Dollar). Das Bauprojekt war an Habib Construction Services vergeben worden, einem der größten Bauunternehmen Pakistans, das zuvor bereits an mehreren anderen Megaprojekten mitgearbeitet hatte.
Im Februar 2023 kündigte die PMTA die Einrichtung einer Expressroute für die „Red Line“ an, die von Montag bis Donnerstag verkehren soll. Die Linienwege sollen zwischen Saddar und Faizabad sowie zwischen Faiz Ahmad Faiz und Rehmanabad verlaufen.

### Phase II

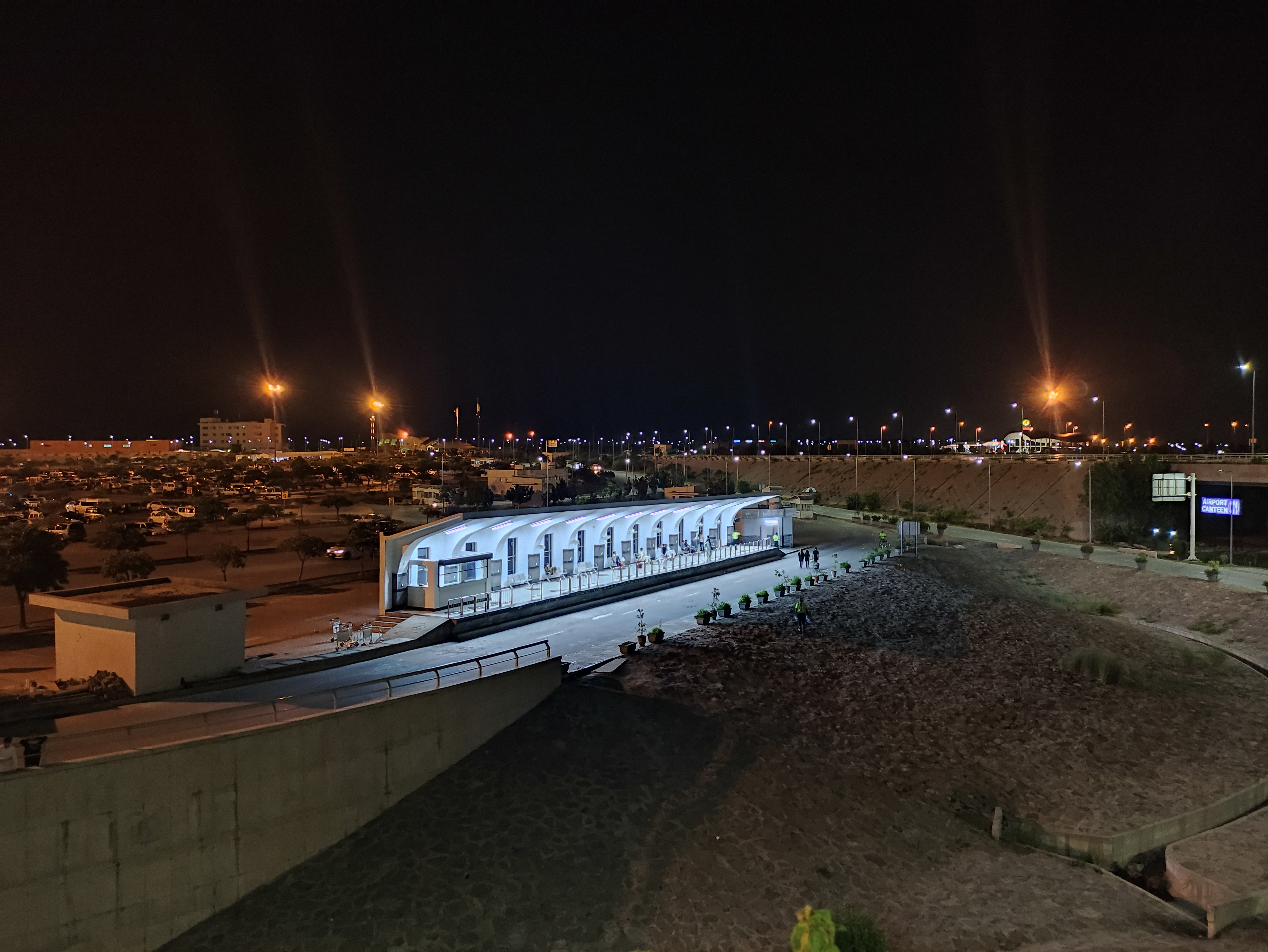
Haltestelle am internationalen Flughafen von Islamabad

Mit dem Bau der 25,6 km lange „Orange Line“ von Peshawar Morr zum New Islamabad International Airport, deren Kosten mit 16 Milliarden Rupien veranschlagt wurden, wurde 2017 unter der Pakistan Muslim League (N)-Regierung begonnen. Ursprünglich sollte der Bau 2018 fertiggestellt werden. Nach einer Verzögerung von fünf Jahren wurde die Linie schließlich am 18. April 2022 von Premierminister Shehbaz Sharif eingeweiht. Die Lieferung von 30 Bussen aus China verzögerte sich aufgrund der COVID-19-Pandemie. Der Betrieb auf dieser Strecke wurde daher zunächst mit 15 Bussen von der „Red Line“ aufgenommen. Die Station Faiz Ahmad Faiz wurde zu einem Knotenpunkt zwischen „Red Line“ und „Orange Linie“ umgewandelt. Im ersten Monat des Ramadan konnten Fahrgäste die „Orange Line“ kostenlos nutzen.
Angesichts der desaströsen Lage des öffentlichen Nahverkehrs in Islamabad begann die darauffolgende Regierung mit der Arbeit an den Erweiterungen „Blue Line“ und „Green Line“ des Metrobus-Systems. Zunächst sollte die „Blue Line“ zwischen PIMS und Koral Chowk und die „Green Line“ zwischen PIMS und Bhara Kahu verlaufen. Später sollten die Linienwege durch weitere Haltestellen erweitert werden. Zu diesem Zweck wurden 30 Busse aus China bestellt, von denen heute 15 auf der „Orange Line“, 10 auf der „Blue Line“ und 5 auf der „Green Line“ eingesetzt werden.
Für den Betrieb der neuen sowie zukünftiger Strecken (mit Ausnahme der „Red Line“) wurde die Capital Mass Transit Authority (CMTA) gegründet.

### Phase III
Ende 2022 ließ die CDA die National University of Sciences & Technology eine Machbarkeitsstudie zur Identifizierung neuer potenzieller Routen durchführen. Es wurden 13 neue Buslinien identifiziert, welche das bestehende Netz besser verknüpfen und bisher nicht erschlossene Gebiete von Islamabad anbinden sollen.
Im Januar 2023 wurde der Beginn der Bauarbeiten an zwei neuen Linien bekannt gegeben. Die neue „Purple Line“ soll von der IJP Station über die neu errichtete IJP Road nach Pirwadhai führen. Die „Silver Line“ soll zwischen Aabpara und Trammri über die Park Road geführt werden. Die neuen Stationen sollen erstmals Einzelhandelsgeschäfte beherbergen.

## Linien und Stationen

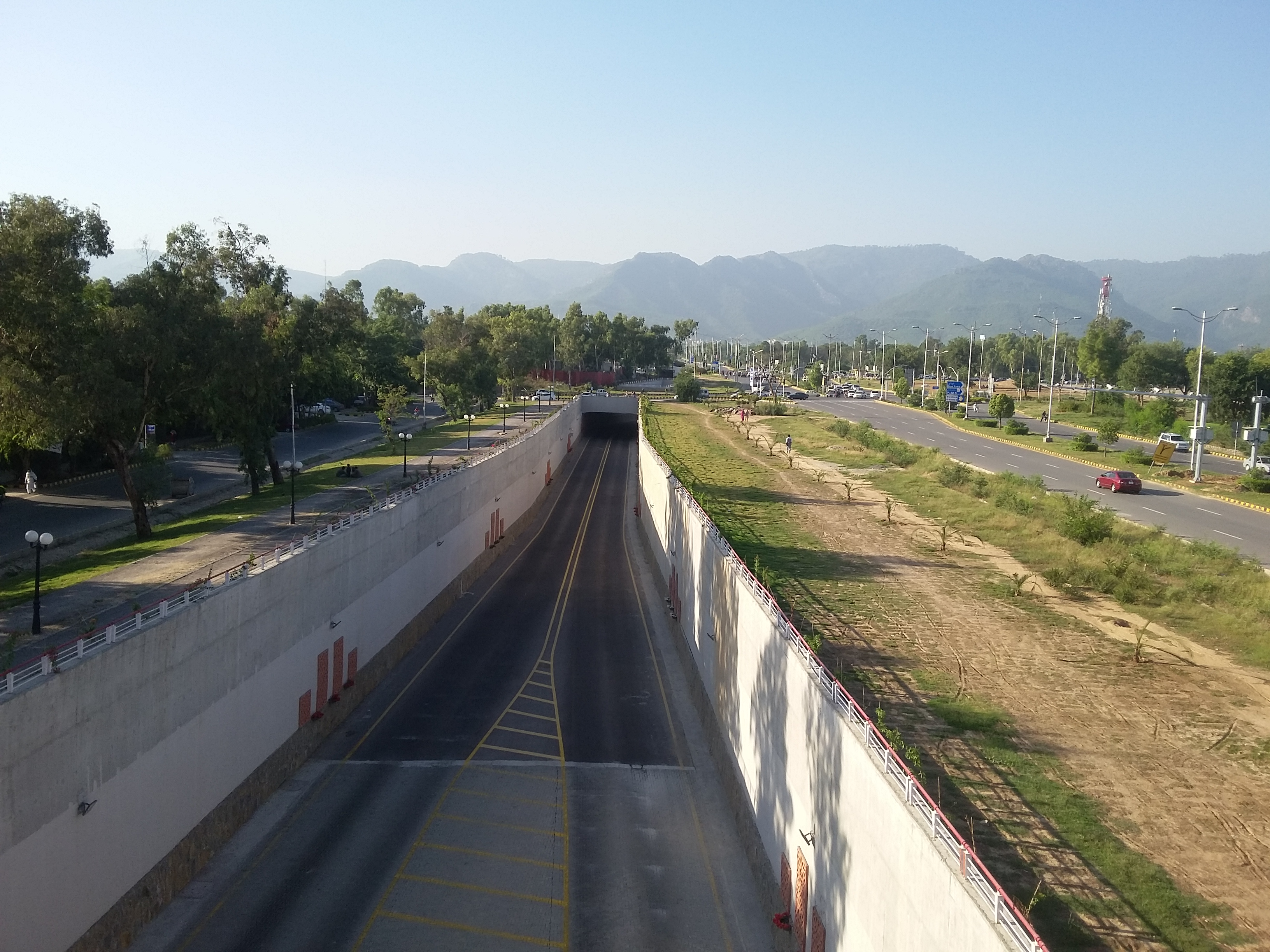
Einfahrt in den unterirdischen Teil der roten Linie

Die vier Linien haben insgesamt eine Länge von 83,6 km und verlaufen meist auf eigenen Busspuren. Die orange Linie bindet den Flughafen Islamabad an und besitzt 7 Stationen über 25,6 km. Zwei der vier Linien verkehren ohne Busspuren gemeinsam mit dem Individualverkehr auf zwei großen Autobahnen, während die beiden anderen auf eigenen Wegen verlaufen. Die Infrastruktur der „Red Line“ ähnelt teils der einer U-Bahn, beispielsweise verkehren die Busse teilweise über Viadukte und durch Tunnel. Die Haltestellen der „Red Line“ sind barrierefrei erreichbar. Die Taktfolge der Busse der roten Linie liegt bei 2,25 – 3 Minuten. Täglich werden bis zu 151.000 Fahrgäste auf der roten Linie befördert. Die Stationen der „Red Line“ und der „Orange Line“ sind mit Fahrkartenschaltern, Rolltreppen, Bahnsteigtüren, öffentlichen Toiletten, AFC-Anlagen mit Drehkreuzen und allgemein erhöhtem Fahrgastkomfort ausgestattet. Über einen Leitstand wird der Betrieb des Systems zentral gesteuert.

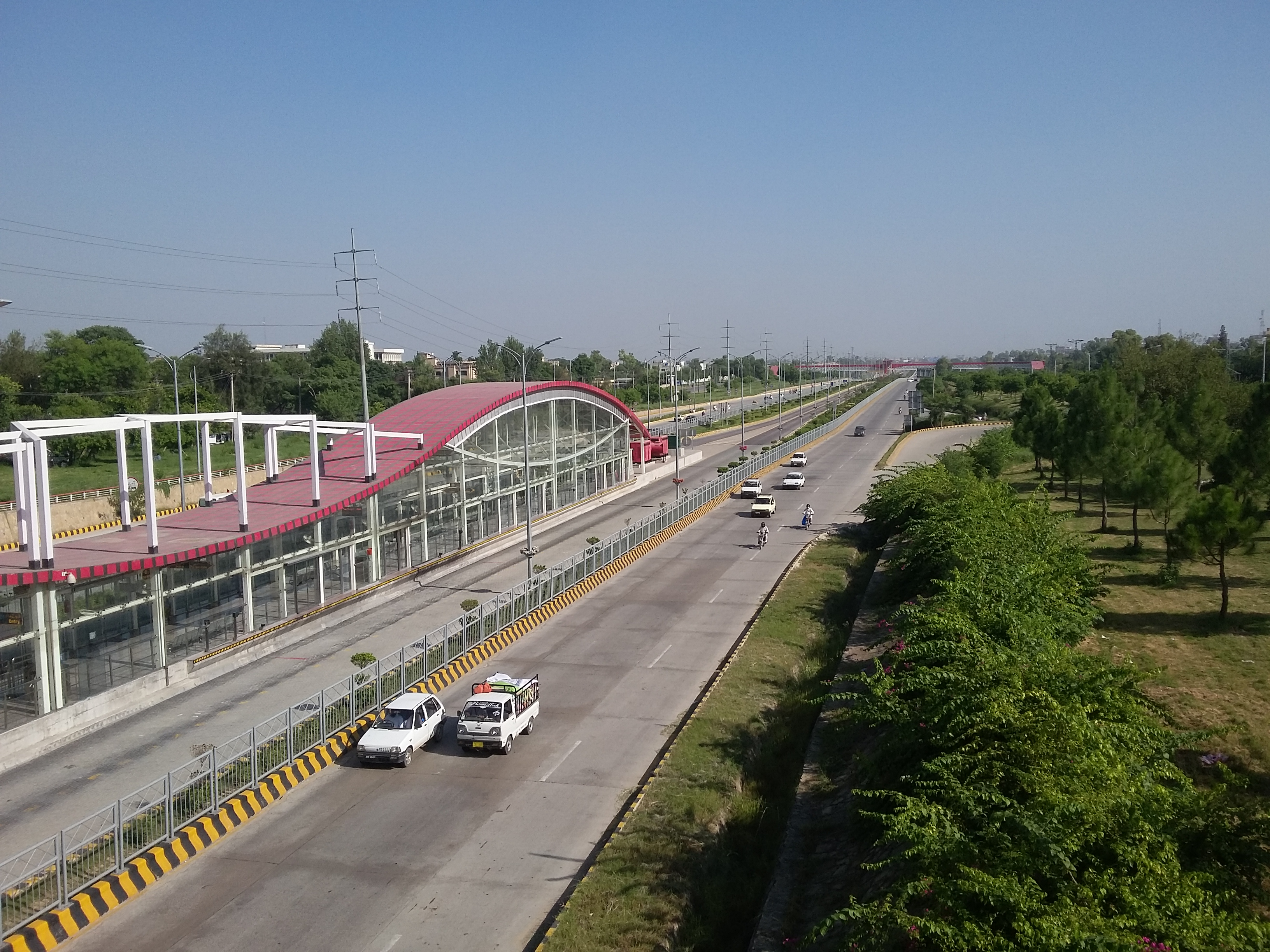
Station der Red Line

Die Stationen der „Green Line“ und „Blue Line“ sind ebenerdig gestaltet, allerdings gibt es an den meisten Haltestellen trotz hohen Verkehrsaufkommens selbst an auf Autobahnen wie dem „Kashmir Highway“ gelegenen Stationen keine Fußgängerüberwege. Dies erhöht die Unfallgefahr für Pendler und verringert Nutzung und Attraktivität der entsprechenden Linien und Stationen.
Die „Red Line“ wird von der Punjab Masstransit Authority verwaltet, der restliche Teil ist der Capital Development Authority unterstellt.

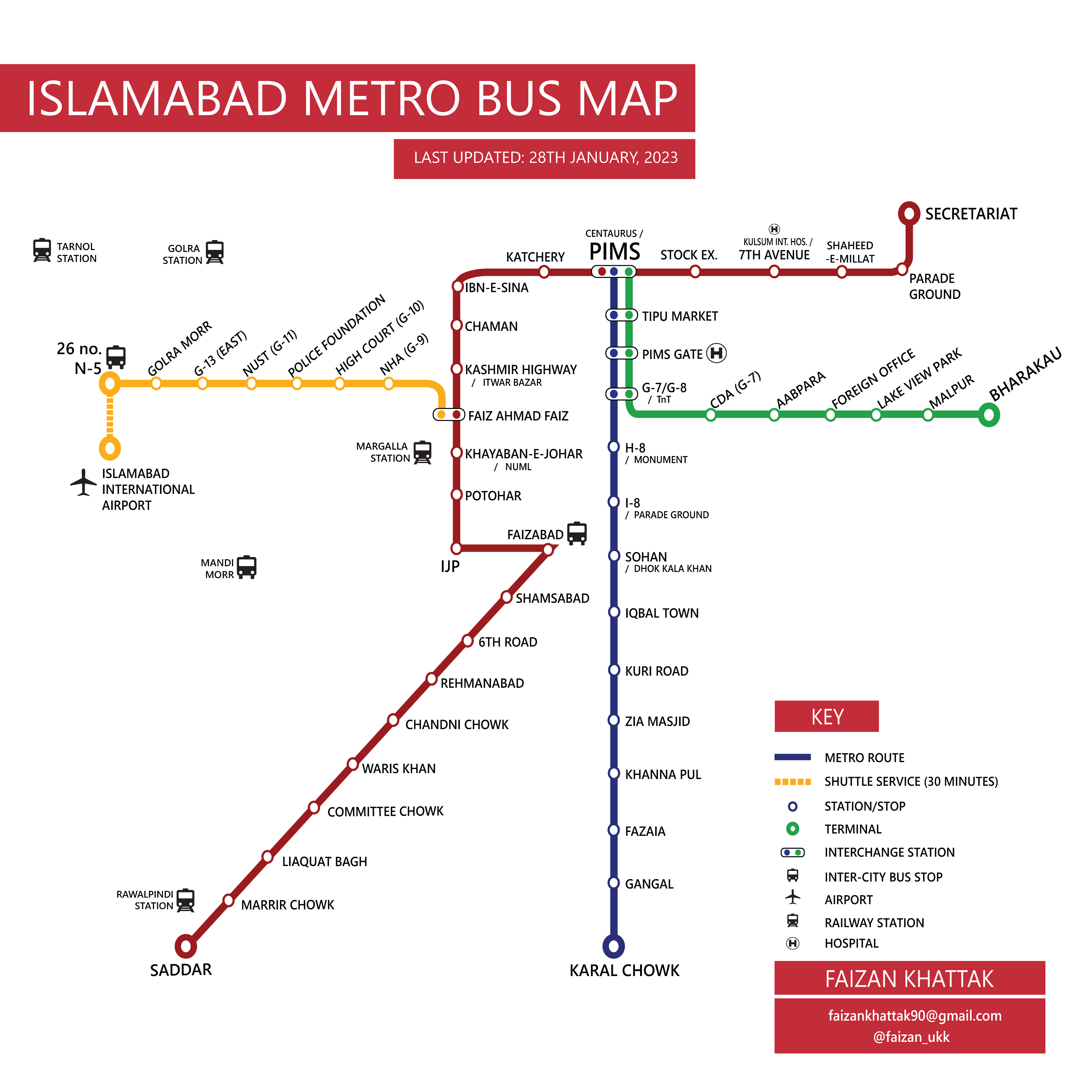
Netzplan

| Linie       | Betreiber                                                                  | Datum der Eröffnung | Länge   | Linienweg                                 | Stationen | Eingesetzte Busse | Takt in Minuten | Belege       |
| ----------- | -------------------------------------------------------------------------- | ------------------- | ------- | ----------------------------------------- | --------- | ----------------- | --------------- | ------------ |
| Red Line    | Punjab Masstransit Authority (PMA) und Capital Development Authority (CDA) | 4. Juni 2015        | 22,5 km | Pak Secretariat – Saddar                  | 24        | 68                | 4-8             | [ 20 ]       |
| Orange Line | Capital Development Authority (CDA)                                        | 18. April 2022      | 25,6 km | Faiz Ahmed Faiz Station (H-8/2) – Airport | 7         | 15                | 5               | [ 21 ] [ 2 ] |
| Blue Line   | Capital Development Authority (CDA)                                        | 7. Juli 2022        | 20 km   | PIMS – Gulberg                            | 13        | 10                |                 | [ 9 ]        |
| Green Line  | Capital Development Authority (CDA)                                        | 7. Juli 2022        | 15,5 km | PIMS – Bharakau                           | 8         | 5                 |                 | [ 9 ]        |

## Ticketverkauf

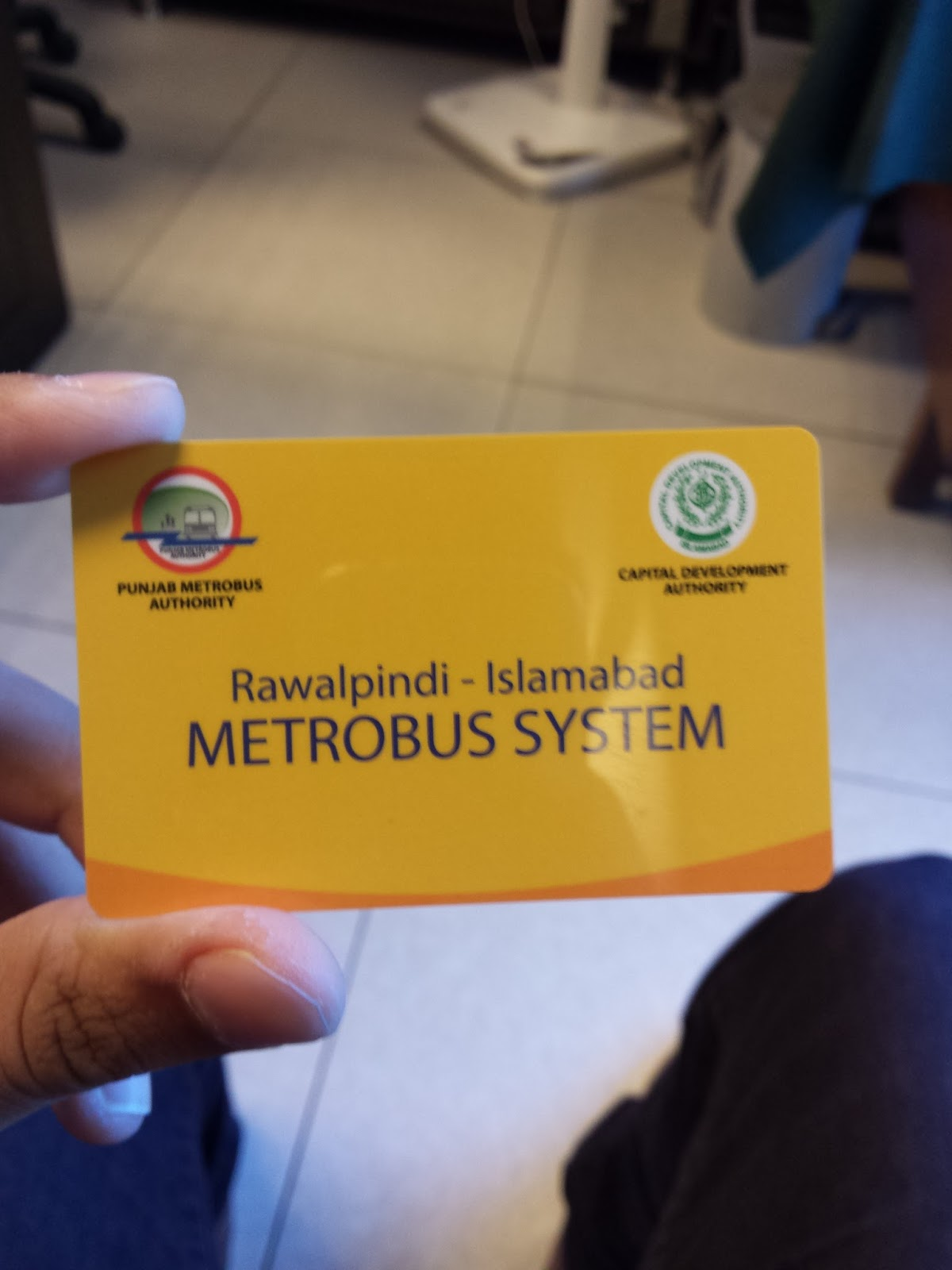
Karte des Metrobus-Systems

Die Linien „Red Line“ und „Orange Line“ nutzen ein E-Ticketing-System und ein intelligentes Transportsystem. Für einzelne Fahrten können Tickets gelöst werden, auch ist die Verwendung einer wiederaufladbaren Metrobus-Karte möglich.
Für die „Green Line“ und die „Blue Line“ existiert bisher kein einheitliches Ticketsystem. Seit dem Februar 2023 wird an einem optimierten Ticketsystem gearbeitet.

## Fahrzeuge

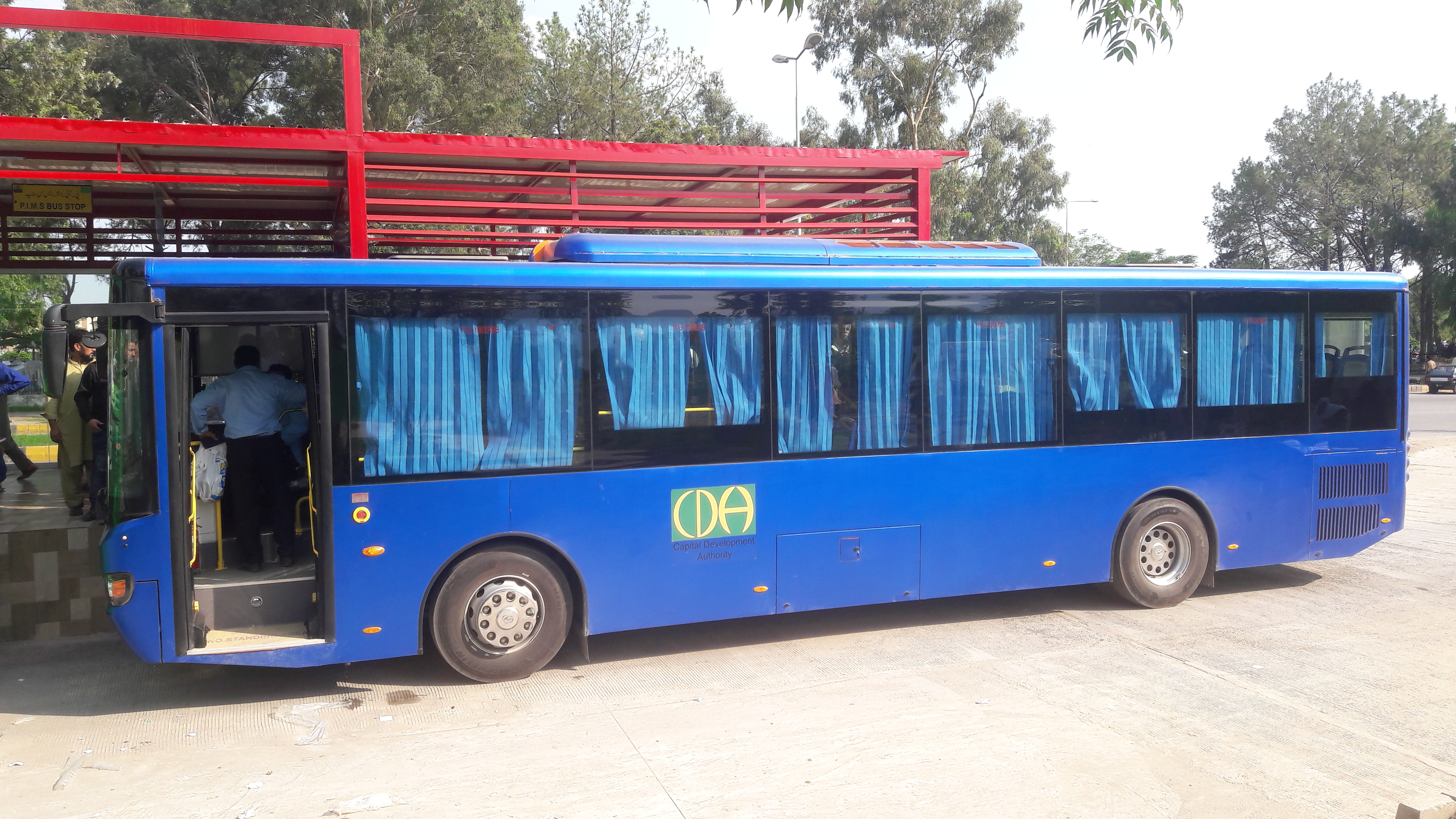
Bus der Blue Line

Die ursprüngliche Flotte des Metrobus-Systems bestand aus 68 konventionellen Hochflur-Gelenkbussen mit einer Länge von 18 Metern, die auf der „Red Line“ eingesetzt wurden. Diese Busse wurden von Volvo Pakistan hergestellt und geliefert, einem Joint Venture zwischen SAIC Motor, einem chinesischen Autohersteller, und Volvo. Volvo Pakistan vertreibt als einziges Unternehmen Volvo- und Sunwin-Busse in Pakistan.
Im Jahr 2022 wurden 30 Busse für die „Orange Line“ aus China importiert. Fünfzehn dieser Busse verkehren auf der ursprünglich vorhergesehenen Route der „Orange Line“, während zehn weitere auf der „Blue Line“ und fünf auf der „Green Line“ eingesetzt werden.